# Saut des Cuves
Ne doit pas être confondu avec Saut de la Cuve.
Le Saut des Cuves est une chute d'eau du massif des Vosges située entre Gérardmer et Xonrupt-Longemer.

## Toponymie
Les « cuves » est le nom donné aux trous creusés dans le fond rocheux par l'eau et les galets tourbillonnants. 

## Géographie

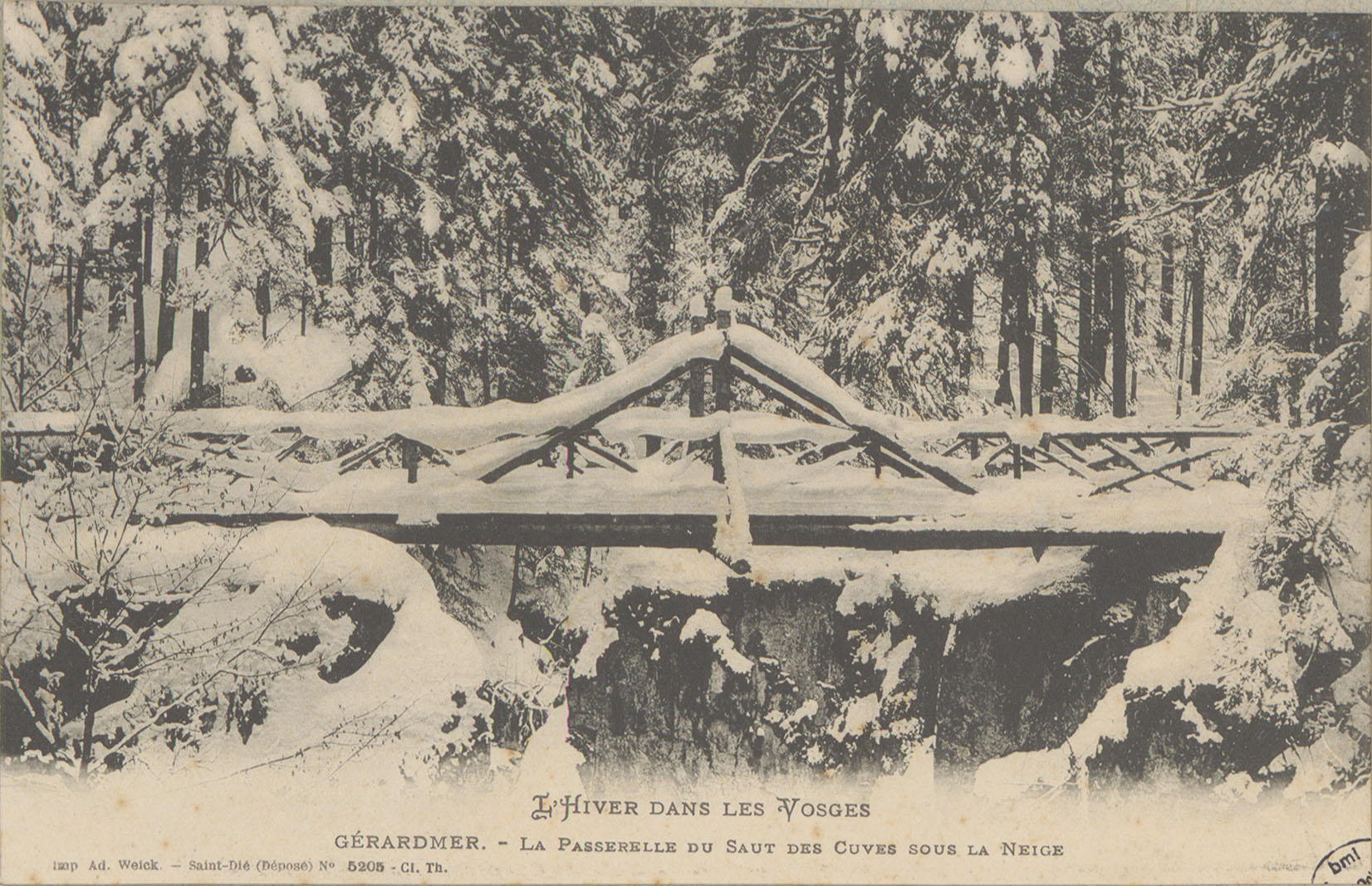
La passerelle sous la neige.

Le Saut des Cuves est une cascade située dans un ancien verrou glaciaire sur la rivière la Vologne sur la limite des communes de Gérardmer et Xonrupt-Longemer. Dans ce site naturel, la Vologne tombe en petites chutes successives de moins d'un mètre au milieu des blocs de granite, la chute la plus importante d'environ 3 m de hauteur est appelée le Saut des Cuves.